# Jean-Paul Barbe

Jean-Paul Barbe, né le 17 avril 1939 à Nantes (Loire-Atlantique), est un germaniste français, Professeur honoraire des Universités, traducteur et auteur de romans, essais et poèmes en français et allemand. Il vit à Nantes et Berlin.
Ses travaux scientifiques concernent son domaine de recherche d’origine, l’histoire des idées et mentalités à la fin du XVIIe siècle mais ont trait également à des sujets tels que la littérature de RDA, la sociologie de la traduction ainsi que d’une manière générale l’anthropologie culturelle des aires culturelles européennes.

## Biographie
Après une enfance passée en Bretagne, Jean-Paul Barbe fréquente le Lycée de Nantes, puis effectue des études de littérature et philologie anglaise et allemande à l’Université de Rennes. Un des tout premiers boursiers du DAAD (Deutscher Akademischer Austauschdienst), il séjourne à l’Université de Tübingen, où il rédige un mémoire de maîtrise consacré à la comparaison de « l’éducation du chevalier dans le Nibelungenlied et chez Gottfried von Straßburg ». À son retour en France, il est reçu au CAPES en 1961 et à l’Agrégation en 1962. Après un service militaire effectué en tant qu’enseignant d’allemand à l’École Spéciale Militaire de Coëtquidan, il enseigne l’allemand dans des lycées d’Angers, puis de Nantes.
En 1966, Jean-Paul Barbe est chargé de cours à l’Université de Nantes, nouvellement créée. Il y sera assistant en 1969, puis maître-assistant. Sa thèse de doctorat d’État, consacrée au « Voyage fictif véhicule de la satire et de l’utopie dans la littérature de langue allemande de 1770 à 1805 » est soutenue en Sorbonne en 1981. La même année, il est nommé Professeur à l’Université d’Angers. En 1985 il rejoindra l’Université de Nantes où il enseignera de nombreuses années et dirigera un temps le Département d’Études Germaniques.
Jusqu’à son départ à la retraite en 1999, il est durant de nombreuses années membre du Conseil national des universités, il siège au jury de l’Agrégation et est également durant un mandat vice-président de l’Association des Germanistes de l’Enseignement Supérieur. Il s’engage au sein de l’UFR de Langues de l’Université de Nantes pour le développement d’une recherche interdisciplinaire. Il fonde en 1992 le Centre de Recherches sur les Identités, les Nations et l’Interculturalité (CRINI), regroupant près de soixante membres, qui existe jusqu’à ce jour et voit enseignants-chercheurs des domaines germanique, anglo-saxon, italien et ibérique collaborer dans le champ d’une anthropologie culturelle européenne. Dans ce cadre, il dirige des travaux doctoraux et organise de nombreux colloques.
En 1993, il a créé le Centre Culturel Franco-Allemand (CCFA), dont le but était de contribuer à la diffusion sur le plan régional de la connaissance de l’Allemagne dans la société civile.
Avec Jackie Pigeaud, il  crée en 1994 les « Entretiens de la Garenne-Lemot », rencontre interdisciplinaire nationale et internationale ; il en sera membre actif jusqu’en 2001.
En 2000, il fonde le Centre Culturel Européen de Nantes (CCE).
Jean-Paul Barbe a participé à la création et au développement du jumelage entre les Universités de Nantes et de Düsseldorf et il est à l’initiative du jumelage entre son Université et celle de Rostock (alors RDA). Il a été également consultant auprès de la Task Force for Human Resources (DGXXI) de la Commission Européenne à Bruxelles. À ce titre, il a coorganisé l’Université Européenne d’Été qui s’est tenue à Nantes en 1991.

## Œuvres

### Poésie
- Couramment la vie, Le Dé bleu, 1994.
- Les poèmes de la déesse, édition bilingue français-coréen, avec des illustrations de Chang Rim Ji, 2010.

### Docu-fiction
- Retours des Indes. Portrait fantôme d'un négrier, co-édition Hémisphères éditions[4], avec les illustrations d'Axelle Dedietrich, 2025.  (ISBN 978-2-37701-243-5).

### Romans
- Villa Ker Enfance, Nantes, éditions Joca Seria, 2001[5]. (ISBN 2-908929-83-X)
- Admiraal Tromp, Nantes, éditions Joca Seria, 2003[6]. (ISBN 2-84809-007-3)
- Port-Ponant, Nantes, éditions Joca Seria, 2005.  (ISBN 2-84809-045-6)
- Events in Kuhschnappel, Cornelius-Verlag Halle, 2012.
- Widerrede der übergangenen Frauen; ein Unheiliger Schrieb. Zwischen den Zeilen der Luther-Bibel, Berlinica Verlag, 2018.
- Jordan Connection. Contes philosophiques proche-orientaux, sous le pseudonyme Zadiq Bey, Balagan Press, 2021, 166 p.

### Essais
- L’Europe buissonnière, Laval, éditions Siloë, 2005.
- Le Dict des Lieux, Rezé, A la criée, 2009.
- Le Cantal vagabond, avec Jacques Dulieu (dessins), éditions de la Flondonnière, 2016[7].

### Directions d’ouvrages
- Mémoire des Empires. Empire de la mémoire, Nantes, CRINI (Collection Mémoire et écriture), 1994.  (ISBN 2-86939-073-4)
- avec Jackie Pigeaud, Histoires de jardins. Lieux et imaginaires, Paris, PUF (Perspectives littéraires), 2001.
- avec Pilar Martínez-Vasseur, Les Désastres fondateurs, Nantes, CRINI (Collection Mémoire et écriture), 2002.  (ISBN 2-86939-181-1)
- avec Jackie Pigeaud, Les Académies, Laval, Presses universitaires, 2005.  (ISBN 2-763 78285 X)

### Traductions
- Fritz Rudolf Fries, Les nouveaux mondes d’Alexandre [« Alexanders Neue Welten »], éditions Métailié, 1992.
- Sarah Kirsch, Chaleur de la neige/Schneewärme, poèmes traduits et présentés par Jean-Paul Barbe, éditions le Dé bleu (collection Planète Bleue), 1993[8].
- Christoph Peters, Hannah endormie [« Stadt Land Fluss »], éditions Métailié, 2001.
- Volker Braun, Le Massacre des illusions [« Das Massaker der Illusionen »], traduit de l'allemand par Jean-Paul Barbe et Alain Lance, Paris, L’Oreille du loup, 2011[9].
- Volker Braun, Le Grand Bousillage [« Das Machwerk »], éditions Métailié, 2014.
- Volker Braun, Grande pirogue en souffrance [« Luf-Passion »], Nantes, éditions Bardane, 2023, 56 p.

## Distinctions
- Croix d'officier de l'ordre du Mérite de la République fédérale d'Allemagne